# Livia Gereschi
Livia Gereschi (Pisa, 7 gennaio 1910 – Massarosa, 11 agosto 1944) è stata una eroina italiana della seconda guerra mondiale.
Insegnante, laureata in lingue straniere, salvò donne e bambini durante un rastrellamento nazista presso la località ”La Romagna“ sui Monti Pisani, sopra Molina di Quosa.

## La vicenda
Durante lo sfollamento della città di Pisa a causa della guerra, Livia Gereschi si recò da sua madre a Pugnano, in una stalla adibita a ricovero degli sfollati.
La notte fra il 6 e il 7 agosto 1944, ingenti forze SS tedesche eseguirono un massiccio rastrellamento sui monti in località ”La Romagna“, nei presso di Molina di Quosa, per rendere sicuro il transito sulla sottostante Strada statale 12 dell'Abetone e del Brennero; in quel luogo si erano rifugiate molte famiglie delle zone circostanti. Nella speranza di catturare dei partigiani, i tedeschi trovarono solo civili, tuttavia diffusero il panico mitragliando e dando fuoco ai precari rifugi. Al termine di ciò, le armate tedesche fecero circa trecento prigionieri, tra cui anche Livia Gereschi, portandoli in località ”Focetta“. 
Qui Livia Gereschi, conoscendo la lingua tedesca, provò a difendere le sorti dei prigionieri spiegando al comandante che le persone catturate non erano partigiani ma semplici famiglie rifugiatesi sui monti per sfuggire ai bombardamenti degli Alleati. Ottenne così il rilascio di donne e bambini, ma non degli uomini e lei stessa venne incolonnata insieme a loro, in direzione Ripafratta. Chi si trovò in quel periodo accanto alla ’professoressa‘, ne ricorda il comportamento esemplare per compostezza e dignità, la capacità di consolare ed incoraggiare i suoi compagni di sventura, i sentimenti patriottici espressi con quella sobrietà che il momento richiedeva assieme tuttavia alla tranquilla sicurezza che rivelava una matura e argomentata riflessione.
A Ripafratta, i prigionieri vennero divisi in due gruppi: coloro che erano abili al lavoro furono portati a Lucca e successivamente in Germania, mentre l'altro gruppo, costituito da 69 persone, tra cui Livia Gereschi, fu portato in una scuola elementare di Nozzano, nei pressi di Lucca, quale luogo adibito principalmente per torturare i partigiani (e poi distrutta dai tedeschi in ritirata, per nascondere i segni delle loro atrocità). Lì risiedeva pure il centro di comando di Max von Simon, un comandante delle SS. In questo luogo, i prigionieri vennero torturati e stettero lì per quattro giorni, fin quando, nella mattina dell'11 agosto, alcuni di loro furono portati in località ”Pancone“. Invece, Livia Gereschi, insieme agli altri rimasti, venne portata in una località del comune di Massarosa, chiamata ”La Sassaia“, e lì fucilati tutti. Ci furono molti testimoni nascosti nella macchia circostante che assistettero all'atroce evento.
Oscar Grassini, un uomo del gruppo condotto a ”Pancone“, venne solo ferito ma fortunatamente creduto morto, e si salvò. Fu poi soccorso dalla Croce Rossa e portato all'ospedale di Lucca, dove ricevette le cure necessarie, con l'amputazione di una gamba. Ed è proprio grazie a questo superstite che la memoria delle gesta di Livia Gereschi è arrivata a tutti.

## Intitolazioni
- L'Istituto Comprensivo ”Livia Gereschi“ di Pontasserchio comprendente le scuole di Pappiana, Pugnano, Pontasserchio, Metato, Madonna dell'Acqua e Colognole [4]

- Una piazza all'interno di un complesso abitativo presso San Giuliano Terme.[5]

- Una scuola dell'Istituto Comprensivo "Galilei" di Pisa, in via Umberto Viale.[6]

- Una via del quartiere di San Francesco in Pisa.[7]